# Вароша (квартал на Благоевград)
Вижте пояснителната страница за други значения на Варош.
Вижте пояснителната страница за други значения на Вароша.
Варош, членувано Вароша или Варошът, е квартал на град Благоевград в България, където е разположена старата част на града.

## Местоположение
Кварталът е разположен в централната част на Благоевград, на левия бряг на река Бистрица, в подножието на Делвинския рид.

## История
Началото на застрояването на квартала се датира към XVIII век, а в началото на XIX век вече е оформен изцяло. По това време кварталът се простира на изток от Митемарковата къща, която днес е разрушена, до съвременния пазар на запад. Кварталът има една главан улица – улица Чаршийска, наричана още Сярското джаде (днес улица „Александър Стамболийски“). Чрез три моста Варошът се е свързвал с мюсюлманската част на града – чрез Чаршийския, Църковния и Касапския мост. Трите моста днес са разрушени. Кварталът първоначално се застроява с малки едноетажни къщи. Типично възрожденските къщи започват да се изграждат във Вароша към средата на XIX век. Известна възрожденска къща в квартала от това време е Георгиевата къща. В 1844 година в квартала се построява църквата „Въведение Богородично“.
Симетрични къщи, силно повлияни от градската архитектура, започват да се строят в квартала след 70-те години на XIX век. Сред по-известните са Чорбаджигошевата къща, Кюркчиевата къща, Панайотовите къщи и други. Някои от по-известните възрожденски къщи във Вароша изпъкват с високите си архитектурни и художествени качества. Сред тях са Измирлиевата и Стайковата къща от средата на XIX век, Мощанската къща от края на XIX век и Диневата къща от началото на XX век.
В 30-те години на XX век в западната част на Вароша започва прилагането на регулационен план. Възрожденските улички са заменени с еднакви по ширина улици, определящи правоъгълно градоустройство. В 1969 година в източната част на квартала започва подмяна на уличната структура и жилищните сгради. В същата година запазените възрожденски къщи във Вароша са обявени за паметници на културата.